# Virgin Secrets
Pour plus de détails, voir Fiche technique et Distribution.
Virgin Secrets ou Si c'était vrai... au Québec (Strange but True) est un film américain réalisé par Rowan Athale et sorti en 2019. Il s'agit de l'adaptation du roman Strange But True de John Searles.

## Synopsis
Melissa Moody rend visite à la famille de son ex-petit ami du lycée, Ronnie. Ce dernier est décédé 5 ans plus tôt, le soir du bal de promo. La jeune femme annonce être enceinte.... de Ronnie.

## Fiche technique
Sauf indication contraire, les informations mentionnées dans cette section peuvent être confirmées par la base de données cinématographiques IMDb,  présente dans la section « Liens externes ».
- Titre : Virgin Secrets
- Titre québécois : Si c'était vrai...
- Titre original : Strange but True
- Réalisation : Rowan Athale
- Scénario : Eric Garcia, d'après le roman Strange But True de John Searles
- Musique : Neil Athale
- Direction artistique : Sergey Volkov
- Décors : Adam William Wilson
- Photographie : Staurt Bentley
- Montage : Kim Gaster
- Production : Fred Berger, Brian Kavanaugh-Jones et Christina Piovesan
- Sociétés de production : CBS Films, Automatik Entertainment, First Generation Films ; en association avec Head Gear Films et Metrol Technology
- Sociétés de distribution : CBS Films (États-Unis), KinoVista / OCS (France)
- Budget : n/a
- Pays de production :  États-Unis
- Langue originale : anglais
- Format : couleur
- Genre : thriller
- Durée : 96 minutes
- Dates de sortie[2] :
  - Écosse : 22 juin 2019 (avant-première au festival international du film d'Édimbourg)
  - États-Unis : 6 septembre 2019
  - France : septembre 2021 (1re diffusion sur OCS)
  - France : 20 septembre 2021 (sortie en DVD[3])
- Classification[4] :
  - États-Unis : PG-13

## Distribution
- Margaret Qualley : Melissa Moody
- Amy Ryan : Charlene Chase
- Greg Kinnear : Richard Chase
- Nick Robinson : Philip Chase
- Connor Jessup : Ronald “Ronnie” Chase
- Blythe Danner : Gail Erwin
- Mena Massoud : Chaz
- Brian Cox : William “Bill” Erwin
- Janaya Stephens : Pilia
- Sarah Allen (en) : Holly

## Production
En mai 2017, Amy Ryan, Greg Kinnear, Nick Robinson, Margaret Qualley, Connor Jessup et Blythe Danner sont annoncés dans un film réalisé par Rowan Althe et écrit par Eric Garcia. En juin 2017, Mena Massoud rejoint lui aussi la distribution.
Le tournage a lieu en Ontario, notamment à Toronto, entre juin et juillet 2017,.